# Anton Bellmond
Antonín Bellmond z Adlerhorstu (německy Anton Edler Bellmond von Adlerhost) (3. ledna 1863 Olomouc – 29. května 1925 Vídeň) byl rakousko-uherský generál. V armádě sloužil od roku 1882 a jako nižší důstojník sloužil u různých posádek v celé monarchii, několik let strávil také v Čechách. Za první světové války byl ředitelem Tereziánské vojenské akademie, v letech 1914–1915 se také aktivně zúčastnil bojů na východní frontě. V c. k. armádě nakonec dosáhl hodnosti generála pěchoty (1917) a v závěru války zastával funkci prezidenta Nejvyššího vojenského soudního dvora ve Vídni (1917–1918).

## Životopis

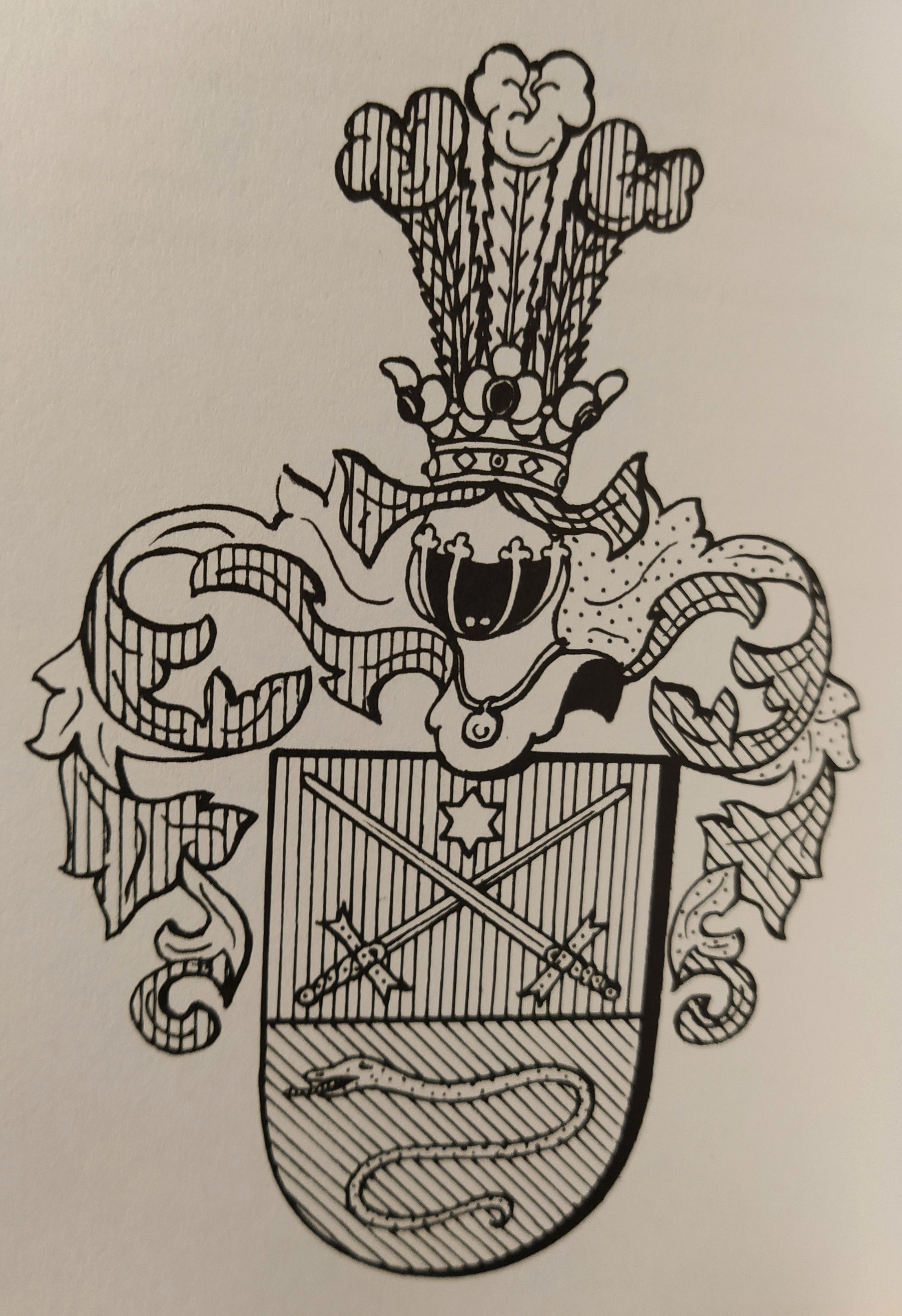
Erb rodu Bellmondů

Narodil se v Olomouci jako starší syn c. k. plukovníka Karla Bellmonda (1824–1889) povýšeného v roce 1875 do šlechtického stavu a jeho manželky Heleny, rozené Schlomkové (1841–1921). Anton získal první vojenskou průpravu na kadetní jezdecké škole v Hranicích (1876–1879), poté vystudoval Tereziánskou vojenskou akademii ve Vídeňském Novém Městě (1879–1882) a v roce 1882 nastoupil jako poručík k pěchotnímu pluku č. 36 v Liberci, již o rok později byl přeložen do Štýrského Hradce. V letech 1886–1888 si doplnil vzdělání na Válečné škole (K.u.k. Kriegschule) ve Vídni a v roce 1888 byl v hodnosti nadporučíka zařazen do důstojnického sboru generálního štábu, sám poté působil jako učitel taktiky na kadetní škole ve Vídni. Mezitím také sloužil u posádek ve Vídni, Jaroslavi, Josefově a Kutné Hoře. V hodnosti majora (1898) byl přidělen k 8. armádnímu sboru v Praze, od roku 1900 sloužil v Mostaru. Jako podplukovník (1901) poté několik let strávil v Prešově a v hodnosti plukovníka (1905) byl jmenován velitelem pěšího pluku č. 101 ve Vídni, kde setrval pět let.
V roce 1910 dosáhl hodnosti generálmajora a stal se velitelem 38. pěší brigády v Českých Budějovicích. K datu 1. května 1914 byl povýšen do hodnosti polního podmaršála a v srpnu 1914 byl jmenován ředitelem Tereziánské vojenské akademie, již v říjnu téhož roku byl ale povolán do aktivní služby a jako velitel 11. pěchotní divize bojoval na východní frontě, zúčastnil se také obrany pevnosti v Přemyšlu. V prosinci 1915 byl odvolán a znovu převzal vedení Tereziánské vojenské akademie. V roce 1917 byl povýšen do hodnosti generála pěchoty a nakonec byl v závěru monarchie prezidentem Nejvyššího vojenského soudního dvora (1917–1918). K datu 1. ledna byl penzionován a poté žil v soukromí ve Vídni.

## Řády a vyznamenání

### Rakousko-Uhersko
- Jubilejní pamětní medaile (1898)
- Vojenský záslužný kříž III. třídy (1904)
- Vojenský jubilejní kříž (1908)
- Řád železné koruny III. třídy (1909)
- Řád železné koruny II. třídy s válečnou dekorací (1915)
- Vojenský záslužný kříž II. třídy s válečnou dekorací (1915)
- komtur Řádu Františka Josefa s hvězdou a válečnou dekorací (1917)

### Zahraničí
- Řád lva a slunce IV. třídy (Persie, 1890)
- Řád červené orlice II. třídy (Německo, 1910)
- Řád pruské koruny II. třídy (Německo, 1910)
- Železný kříž II. třídy (Německo, 1915)
- Královský řád za vojenské zásluhy (Bulharsko, 1916)
- Kříž Fridricha Augusta I. a II. třídy (Oldenbursko, 1917)

## Rodina
Oženil se v roce 1908 ve Štýrském Hradci, jeho manželkou byla Elisabeth Rosalia von Ferro, ovdovělá hraběnka Belrupt-Tissac (1876–1912), která zemřela v Českých Budějovicích. Manželství zůstalo bez potomstva.
Jeho mladší bratr Karl Ernst (1866–1937) sloužil také v armádě, dosáhl hodnosti polního podmaršála a před první světovou válkou zastával funkci šéfa prezidiální kanceláře na ministerstvu války.